# (32929) 1995 QY9
1995 كيو واي 9 (ويعرف أيضًا باسم (32929) 1995 كيو واي 9 وفق تسمية الكوكب الصغير) (بالإنجليزية: 1995 QY9)‏ هو كويكب ضمن حزام الكويكبات؛ وترتيبه 32929 من حيث الاكتشاف.
اكتُشف هذا الجُرم الفلكي بواسطة ديفيد جويت في 31 أغسطس 1995.

## وصلات خارجية
- (32929) 1995 QY9 في قاعدة بيانات مختبر الدفع النفاث لأجرام النظام الشمسي الصغيرة

- الاكتشاف · مخطط المدار ·  العناصر المدارية · المعلمات المادية

- (32929) 1995 QY9 على موقع ويكي سكاي: DSS2, SDSS, GALEX, IRAS, Hydrogen α, X-Ray, Astrophoto, Sky Map, Articles and images